# Nadia Boulanger
Juliette Nadia Boulanger (Parigi, 16 settembre 1887 – Parigi, 22 ottobre 1979) è stata una direttrice d'orchestra, organista, compositrice e docente di musica francese.

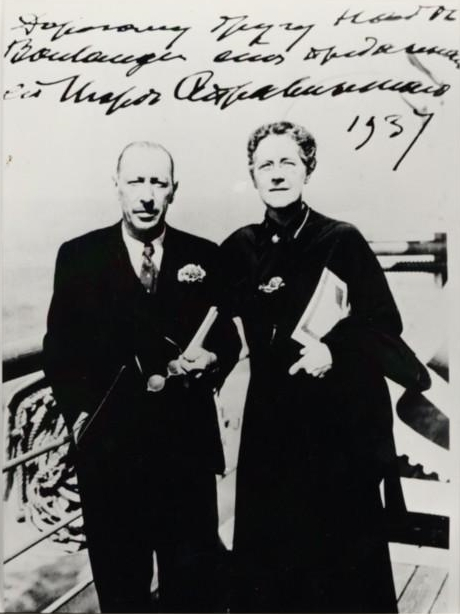
Nadia Boulanger insieme a Igor Stravinskij nel 1937.

È ricordata per essere stata la prima donna a dirigere numerose orchestre di prestigio sia in America che in Europa fra cui la London Philharmonic Orchestra nel 1936, nel 1937 dirige un concerto per la Royal Philharmonic Society, e negli anni seguenti dirige la Boston Symphony Orchestra, New York Philharmonic Orchestra, Philadelphia Orchestra e National Symphony Orchestra.

## Biografia
Juliette Nadia Boulanger nasce in una famiglia di musicisti già da quattro generazioni. Incoraggiata, insieme alla sorella Lili Boulanger, da suo padre, Ernest (1815-1900), compositore, direttore d'orchestra e professore di canto, comincia a studiare l'organo e la composizione a nove anni. Dal 1903 diventa organista sostituta di Gabriel Fauré all'organo della Chiesa della Madeleine. Al Conservatorio di Parigi è allieva di Louis Vierne e ha una carriera scolastica brillante: a 16 anni, ottiene il primo premio d'organo, accompagnamento e composizione. Nel 1908, vinse il secondo posto al Prix de Rome per la composizione. Quando sua sorella Lili muore nel 1918, all'età di 24 anni, Nadia si ripromette di non comporre più e comincia a dedicarsi alla direzione d'orchestra, alla diffusione dell'opera di sua sorella e soprattutto all'insegnamento.

La sua carriera di docente, fino alla morte a 93 anni, è impressionante. Utilizzando metodi e tecniche moderne – per esempio il computer – Nadia Boulanger è, per più di 70 anni, uno dei professori di composizione più influenti del XX secolo, avendo insegnato a più generazioni di allievi, tra i quali Leonard Bernstein, Aaron Copland, Philip Glass, caposcuola della musica minimalista, Quincy Jones e Astor Piazzolla, caposcuola del nuevo tango. Nadia Boulanger è stata la direttrice del Conservatorio americano di Fontainebleau, dalla sua creazione, nel 1921, alla sua morte, nel 1979. Fin dalla prima sessione, costruì la sua reputazione di insegnante di grande prestigio, cui nulla era ignoto dell'armonia e della tonalità. Nel corso della sua lunga carriera, le migliaia di studenti che venivano dall'estero per assistere ai suoi corsi furono conquistati dalla sua cultura, dalle sue capacità e dalla sua filosofia: 
(la filosofia di Nadia Boulanger)

## Le opere
Al contrario di sua sorella Lili, Nadia Boulanger è più conosciuta come insegnante e direttrice d'orchestra che come compositrice. La sua opera musicale più nota è il ciclo di melodie Les Heures claires ("Le ore chiare"), arrangiamenti di poesie di Émile Verhaeren, composte in collaborazione con il pianista Stéphane Raoul Pugno.

### Musica vocale
- Allons voir sur le lac d'argent, (parole di A. Silvestre), 2 voci e piano (1905)
- Ecoutez la chanson bien douce, (parole di Verlaine), voce e orchestra, (1905)
- Les sirènes, (parole di Grandmougin), coro femminile e orchestra, (1905)
- À l'aube, (parole di A. Silvestre), coro e orchestra, (1906)
- Élégie, (parole di Albert Victor Samain), (1906)
- Versailles, (parole di Albert Victor Samain), (1906)
- Soleils couchants, (parole di Paul Verlaine), (1907)
- Was will die einsame Träne, (parole di Heinrich Heine), (1908)
- À l'hirondelle, (Sully Prudhomme), coro e orchestra, (1908)
- La sirène, (E. Adenis/Desveaux), 3 voci e orchestra, (1908)
- Cantique, (parole di Maurice Maeterlinck), (1909)
- Prière, (parole di Henry Bataille), (1909)
- Chanson, (parole di Georges Delaquys), (1909)
- Soir d'hiver, voce e piano, (1914-15)
- Elle a vendu mon cœur, (parole di Camille Mauclair), (1922)
- L'échange, (parole di Camille Mauclair), (1922)
- Doute, (parole di Camille Mauclair), (1922)
- Le couteau, (parole di Camille Mauclair), (1922)
- Au bord de la route, (parole di Camille Mauclair), (1922)
- J'ai frappé, (parole di Renée de Marquein), (1922)

### Melodie per voce solista e piano
- Extase, (Hugo), (1901)
- Désepérance, (Verlaine), (1902)
- Cantique de sœur Béatrice, (Maeterlinck), (1909)
- Une douceur splendide et sombre, (A. Samain), (1909)
- Larme solitaire, (Heine), (1909)
- Une aube affaiblie, (Verlaine), (1909)
- Prière (Bataille), (1909)
- Soir d'hiver, (N. Boulanger), (1915)
- Au bord de la nuit, Chanson, Le couteau, Doute, L'échange (Mauclair), (1922)
- J'ai frappé (R. de Marquein), (1922)

### Musica da camera e opere per un solo strumento
- 3 pezzi per organo, arrangiati per violoncello e piano (Prélude, Petit Canon et Improvisation), (1911)
- 3 pezzi per piano, (1914)
- 3 pezzi per violoncello e piano, (1914)
- Pièce sur des airs populaires flamands, per organo, (1917)
- Vers la vie nouvelle, per piano, (1917)

### Opere orchestrali
- Allegro (1905)
- Fantaisie variée, per piano e orchestra, (1912)

### Con Raoul Pugno
- Les Heures claires, ciclo di otto melodie (parole di Émile Verhaeren), (1909)
- La ville morte, (Libretto di d'Annunzio), opera, (1910–13)

## Gli allievi
Tra i suoi numerosi allievi, citiamo:
- Luiz Ezequiel Bacalov
- Grażyna Bacewicz
- Daniel Barenboim
- Lennox Berkeley
- Leonard Bernstein
- İdil Biret
- Giampaolo Bracali
- Mario Braggiotti
- Donald Byrd
- John Anthony Calabrese
- Elliott Carter
- John Chowning
- Aaron Copland
- Marius Constant
- Maria Curcio
- Jean Françaix
- John Eliot Gardiner
- George Gershwin
- Egberto Gismonti
- Philip Glass
- Jay Gottlieb
- Gerardo Guevara
- Roy Harris
- Herbie Hancock
- Jacques Ibert
- Quincy Jones
- Ralph Kirkpatrick
- Michel Legrand
- Dinu Lipatti
- Igor Markevitch
- Krzysztof Meyer
- Yvar Mikhashoff
- Astor Piazzolla
- Walter Piston
- Witold Rudziński
- Lorenzo Scricchio
- Henryk Szeryng
- Colette Maze
- Gigi Gryce